# 科馬里夫卡 (克拉斯諾庫特西克區)
參數所指定的目標頁面不存在，建議更正成存在頁面或直接建立下列一個頁面（建立前請先搜尋是否有合適的存在頁面可以取代）：
- 科馬里夫卡

49°57′58″N 34°58′34″E / 49.96611°N 34.97611°E
科馬里夫卡（羅馬化：Komarivka）是位於烏克蘭東部哈爾科夫州博霍杜希夫區的克拉斯諾庫特斯克市鎮的村莊。該村始建於1910年，面積0.58平方公里，海拔高度111米，2001年人口12，人口密度每平方公里20.6人。